# Trångholmen

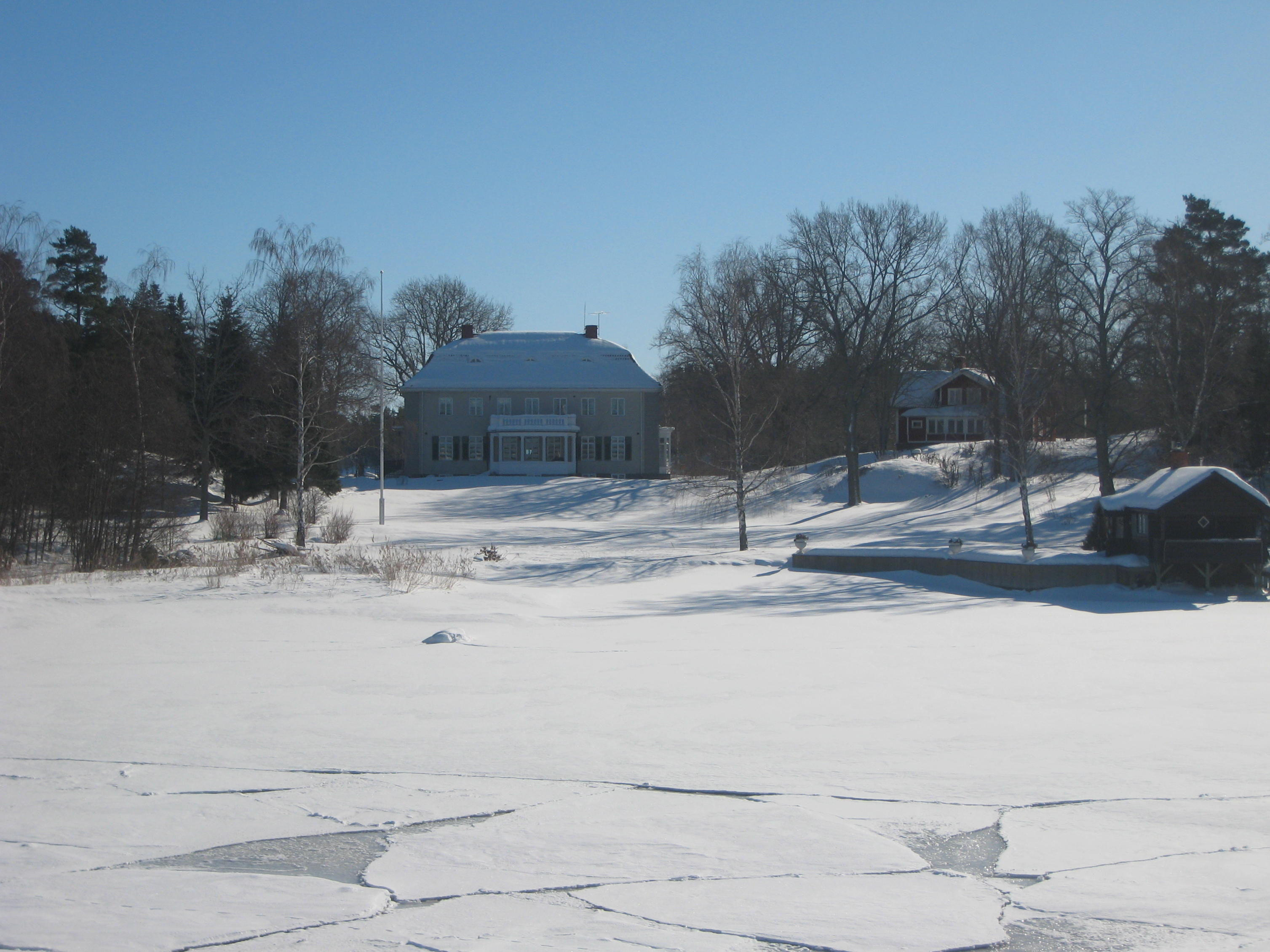
Huvudbyggnaden.

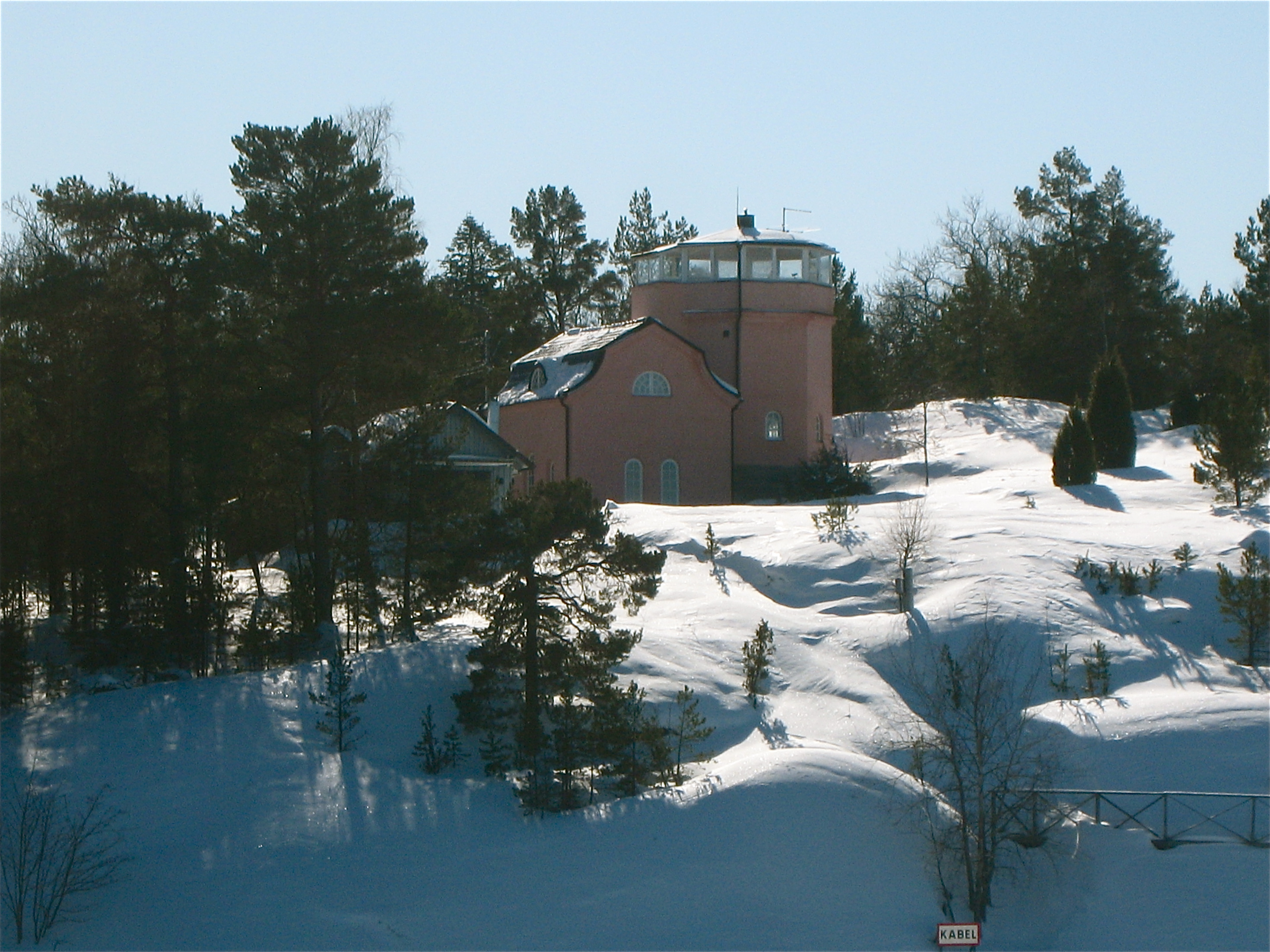
Vattentornet.

Trångholmen är en ö i Stockholms skärgård som tillhör Värmdö kommun. Trångholmen är beläget norr om Karklö mellan Gällnö och Svartsö. På ön lät affärsmannen Carl Ernst Herman Meeths bygga ett större, herrgårdsliknande, tvåvånings bostadshus i tegel med putsad fasad.

## Meeths anläggning
När Meeths köpte Trångholmen fanns ett skärgårdshemman på ön med jordbruk som Meeths tog över. Den gamla mangårdsbyggnaden från 1870-talet kompletterades med nya ekonomibyggnader och nya växthus. För att klara vattenförsörjningen uppförde Meeths ett eget vattentorn i form av ett kombinerat bostadshus- och vattentorn. Byggnadens arkitektur ansluter till huvudbyggnadens, med en tegelkonstruktion kombinerad med putsad fasad. Till den närmast självförsörjande gårdsanläggningen uppfördes också en rättarbostad, en förmansbostad och två hamnanläggningar.
Meeths använde bara huvudbyggnaden som bostadshus i två år, 1915 övergick huset till att bli ett semesterhem. Bland senare privata ägare finns affärsmannen Jan Pehrsson som under 1980-talet byggde upp ett stort fastighetsimperium som kraschade 1993.

## Kommunikationer
Ön saknar vägförbindelser med fastlandet. Öns brygga trafikeras av Waxholmsbolaget reguljära trafik.